# Lista över fornlämningar i Uppsala kommun (Börje)
Lista över fornlämningar i Uppsala kommun (Börje) är en förteckning av ett urval av de fornlämningar som finns i Börje i Uppsala kommun.